# Hang Nguyen
Hang Nguyen, née le 27 mai 1986 à Hanoï, est une femme politique belge, membre du Mouvement Réformateur (MR). Elue en 2018, elle est la première échevine de la commune de Watermael-Boitsfort en charge de l’Enseignement, la Petite enfance, la Vie économique, la Vie sociale, les Seniors et les Relations européennes.

## Vie privée
Hang Nguyen est née le 27 mai 1986 à Hanoï, au Vietnam, et est arrivée en Belgique à l’âge de 4 ans. Elle a grandi à Watermael-Boitsfort. Elle a été scolarisée au Collège Saint-Hubert. Elle a deux enfants.
Hang Nguyen est une victime des attentats du 22 mars 2016 à Bruxelles perpétrés dans le métro Maelbeek à Bruxelles.

## Vie professionnelle
Hang Nguyen est diplômée d’un Master en Sciences politiques (orientation Relations Internationales) de l’Université libre de Bruxelles (2009) et d’un Master in Bedrijfseconomie (traduction : Economie d’entreprise) de l’UGent (2010).

### Institutions européennes
Hang Nguyen occupe le poste d’Agent de Liaison pour la présidence belge du Conseil de l'Union européenne en 2010 et pour le G20 à Paris (2011).
Elle est conseiller politique pour Annemie Neyts-Uyttebroeck, député européenne du groupe ALDE de 2011 à 2014
.

### Experte en protection des données personnelles
Hang Nguyen a été collaboratrice dans un cabinet d’avocat américain spécialisé en protection des données et est Déléguée à la Protection des Données dans un groupe financier.

### Mandats électifs
Hang Nguyen est candidate pour la première fois lors des élections communales en 2018 sur la liste MR-GM. Elle est élue et reçoit le mandat d’Echevine de l’Enseignement, la Petite enfance, la Vie économique, la Vie sociale, les Seniors et les Relations européennes de Watermael-Boitsfort.
L'un de ses projets notables est la création en 2022 de la première école communale en immersion néerlandais à Watermael-Boitsfort ainsi que l’introduction du néerlandais précoce dans toutes les écoles communales de Watermael-Boitsfort.
En 2021, Hang Nguyen inaugure l’ouverture d’une nouvelle crèche communale qui offre 46 places.
Hang Nguyen s'engage également dans diverses initiatives sociales et économiques pour améliorer la qualité de vie des habitants de la commune et soutenir les commerçants locaux, notamment lors des travaux de la place Keym ou encore pour faire redémarrer l’activité du Tram de Boitsfort après qu’il ait été vandalisé,.
Pour dynamiser les quartiers commerçants et renforcer la cohésion sociale, Hang Nguyen organise de grands évènements populaires tels que le marché de Noël avec une patinoire accessible gratuitement, le grand cortège d’Halloween, la Family Day, l’Euro foot,…,,
Hang Nguyen est candidate aux élections communales d’octobre 2024 sur une liste commune MR-GM avec Les Engagés.
En novembre 2024, elle est nommée Bourgmestre de Watermael-Boitsfort par interim, permettant à David Leisterh d'accéder à la Ministre-Présidence de la Région Bruxelloise. 